# مقاطعة سان بيرناردينو (كاليفورنيا)
مقاطعة سان بيرناردينو (بالإنجليزية: San Bernardino County)‏ هي إحدى مقاطعات ولاية كاليفورنيا في الولايات المتحدة الأمريكية.

## أعلام
- داريل ماي
- كريس سميث
- بليك بارنت
- دومينيك رييس
- ميسيل بلو
- ويليام إليس
- جيمس إي. هاريس